# Intiornis inexpectatus
Intiornis inexpectatus — вимерлий птах родини Avisauridae, який мешкав в крейдяному періоді близько 75 млн років тому. Скам'янілості знайдені у формації Лас-Куртьємбрес на території північно-захічної Аргентини. Він був описаний Фернандо Еміліо Новасом, Федеріко Лісандро Агноліном і Карлосом Агустіном Сканферло у 2010 році по єдиному зразку, що складався з декількох кісток правої ноги і тазу. Intiornis був розміром з горобця, таким чином, це найменший відомий енанціорносовий птах з Південної Америки і його найближчим родичем був Soroavisaurus.